# 에스트폴리스 전기
《에스트폴리스 전기》는 본래 네버랜드가 개발하고 타이토가 배급한 일련의 롤플레잉 비디오 게임 시리즈이다. 영어판 제목은 《루피아》이다.
1993년 슈퍼 패미컴으로 발매된 《에스트폴리스 전기》로 시작했으며 1995년에 후속작 《에스트폴리스 전기 II》가 발매됐다.

## 게임
- 《에스트폴리스 전기》 (1993)
- 《에스트폴리스 전기 II》 (1995)
- 《에스트폴리스 전기: 되살아나는 전설》 (2001)
- 《침묵의 유적: 에스트폴리스 외전》 (2002)
- 《에스트폴리스》 (2010)

## 반응
| 게임                               | 패미통 | 게임랭킹스 | 메타크리틱 |
| ---------------------------------- | ------ | ---------- | ---------- |
| 에스트폴리스 전기                  | 28/40  | -          | -          |
| 에스트폴리스 전기 II               | 30/40  | 80%        | -          |
| 에스트폴리스 전기: 되살아나는 전설 | 26/40  | 61%        | -          |
| 침묵의 유적: 에스트폴리스 외전     | 29/40  | 71%        | 76/100     |
| 에스트폴리스                       | 30/40  | 77%        | 80/100     |

## 참조

### 주해
1. ↑  일본어: エストポリス伝記, 영어: Biography of Estpolis
2. ↑  영어: Lufia